# Embraze
Embraze är ett finländsk gothic metal-band från Kiminge (Uleåborg) som grundades år 1994. Hittills har bandet släppt fem studioalbum och år 2009 slutade de efter ett avskedsgig i hemstaden. Tio år senare återförenades bandet på nytt och offentliggjorde gigdatum.

## Medlemmar

### Nuvarande medlemmar
- Lauri Tuohimaa – sång, gitarr (1994–2009, 2019–) (se även Charon, For My Pain...)
- Ilkka Leskelä – trummor (1994–2009, 2019–) (se även Maple Cross)[1]
- Heidi Määttä – keyboard (1995–2009, 2019–)
- Olli-Pekka Karvonen – basgitarr (2000–2009, 2019–)
- Sami Siekkinen – gitarr (2000–2009, 2019–) (se även Maple Cross)[1]

### Tidigare medlemmar
- Petri Henell – basgitarr (1994–1997) (se även Seith)[2]
- Mikko Aaltonen – gitarr (1994–1995)
- Juha Rytkönen – gitarr (1995–1997)
- Janne Regelin – gitarr (1997–1999)
- Janne Räsänen – basgitarr (1997–1999)
- Markus Uusitalo – gitarr (1999–2000)
- Toni Kaisto – basgitarr (1999–2000)

## Diskografi

### Studioalbum
- LAEH (1998)
- Intense (1999)
- Endless Journey (2001)
- Katharsis (2002)
- The Last Embrace (2006)

### Demo
- Promo 2000 (2000)
- Demo '04 (2004)

### Singlar
- "Sin, Love and the Devil" (1999)
- "Branded" (2006)
- "One Moon, One Star (2019 version)" (2019)

### Annat
- Mastervox Metalsingle I (delat album med Afterworld, Black Swan, Myon och Agnus Dei) (1999)